# Goldene Himbeere/Schlechteste Schauspielerin
Die Goldene Himbeere für die schlechteste Schauspielerin wird seit 1981 jährlich vergeben. Sie bezieht sich auf die schauspielerischen Leistungen des vergangenen Jahres. So wurde beispielsweise der Preis des Jahres 2006 am 24. Februar 2007 verliehen.
Mit fünf Preisen wurde Madonna am häufigsten ausgezeichnet (1987, 1988, 1994, 2001 und 2003), Bo Derek dreimal (1982, 1985 und 1991) sowie Sharon Stone, Demi Moore, Pia Zadora, Dakota Johnson und Tyler Perry je zweimal. Die einzigen männlichen Preisträger waren bisher Adam Sandler 2012, der in Jack und Jill seine eigene Schwester spielte und Tyler Perry als „Madea“ in A Madea Christmas (2014) und Boo 2! A Madea Halloween (2018).

## Schlechteste Schauspielerin 1981 bis 1989

### 1981
- Brooke Shields für Die blaue Lagune (Originaltitel (OT): The Blue Lagoon)

Außerdem nominiert:
- Nancy Allen für Dressed to Kill (OT: Dressed To Kill)
- Faye Dunaway für Die erste Todsünde (OT: First Deadly Sin)
- Shelley Duvall für Shining (OT: The Shining)
- Farrah Fawcett für Saturn-City (OT: Saturn 3)
- Sondra Locke für Bronco Billy (OT: Bronco Billy)
- Olivia Newton-John für Xanadu (OT: Xanadu)
- Valerie Perrine für Supersound und flotte Sprüche (OT: Can't Stop The Music)
- Deborah Raffin für Touched by Love (OT: Touched by Love)
- Talia Shire für L ist nicht nur Liebe (OT: Windows)

### 1982
Die Stimmauszählung ergab ein Unentschieden:
- Bo Derek für Tarzan – Herr des Urwalds, Alternativtitel Tarzan – Herr des Dschungels (OT: Tarzan The Ape Man)
- Faye Dunaway für Meine liebe Rabenmutter (OT: Mommie Dearest)

Außerdem nominiert:
- Linda Blair für Hell Night (OT: Hell Night)
- Brooke Shields für Endlose Liebe (OT: Endless Love)
- Barbra Streisand für Jede Nacht zählt (OT: All Night Long)

### 1983
- Pia Zadora für Butterfly – Der blonde Schmetterling, Alternativtitel Der Richter von Nevada (OT: Butterfly)

Außerdem nominiert:
- Morgan Fairchild für Tele-Terror (OT: The Seduction)
- Mia Farrow für Eine Sommernachts-Sexkomödie (OT: A Midsummer Night's Sex Comedy)
- Kristy McNichol für Pirate Movie (OT: The Pirate Movie)
- Mary Tyler Moore für Ein Hauch von Glück (OT: Six Weeks)

### 1984
- Pia Zadora für Karriere durch alle Betten (The Lonely Lady)

Außerdem nominiert:
- Loni Anderson für Der rasende Gockel (Stroker Ace)
- Linda Blair für Das Frauenlager (Chained Heat)
- Faye Dunaway für Die verruchte Lady (The Wicked Lady)
- Olivia Newton-John für Zwei vom gleichen Schlag (Two Of A Kind)

### 1985
- Bo Derek für Ekstase (Bolero)

Außerdem nominiert:
- Faye Dunaway für Supergirl
- Shirley MacLaine für Auf dem Highway ist wieder die Hölle los (Cannonball Run II)
- Tanya Roberts für Sheena – Königin des Dschungels (Sheena – Queen Of The Jungle)
- Brooke Shields für Sahara

### 1986
- Linda Blair für Police Patrol – Die Chaotenstreife vom Nachtrevier (OT: Night Patrol), für Savage Island (OT: Savage Island) und für Savage Streets – Die Strassen der Gewalt (OT: Savage Streets)

Außerdem nominiert:
- Ariane Koizumi für Im Jahr des Drachen, Alternativtitel Manhattan Massaker bzw. Chinatown Mafia (OT: Year Of The Dragon)
- Jennifer Beals für Die Braut, Alternativtitel Frankensteins Braut (OT: The Bride)
- Brigitte Nielsen-Stallone für Red Sonja (OT: Red Sonja)
- Tanya Roberts für James Bond 007 – Im Angesicht des Todes (OT: A View To A Kill)

### 1987
- Madonna für Shanghai Surprise (OT: Shanghai Surprise)

Außerdem nominiert:
- Kim Basinger für 9½ Wochen (OT: 9 1/2 Weeks)
- Joan Chen für Tai-Pan
- Brigitte Nielsen-Stallone für Die City-Cobra (OT: Cobra)
- Ally Sheedy für Blue City

### 1988
- Madonna für Who’s That Girl (OT: Who's That Girl)

Außerdem nominiert:
- Lorraine Gary für Der weiße Hai IV – Die Abrechnung (OT: Jaws – The Revenge)
- Sondra Locke für Ratboy (OT: Ratboy)
- Debra Sandlund für Harte Männer tanzen nicht (OT: Tough Guys Don't Dance)
- Sharon Stone für Quatermain II – Auf der Suche nach der geheimnisvollen Stadt, Alternativtitel Quatermain II – Auf der Suche nach der geheimnisvollen Stadt (OT: Allan Quatermain And The Lost City Of Gold)

### 1989
- Liza Minnelli für Rent-a-Cop (OT: Rent-a-Cop) und für Arthur 2 – On the Rocks (OT: Arthur 2 On the Rocks)

Außerdem nominiert:
- Rebecca De Mornay für Adams kesse Rippe (OT: And God Created Woman)
- Whoopi Goldberg für Telefon Terror, Alternativtitel Telefon (OT: The Telephone)
- Cassandra Peterson für Elvira – Herrscherin der Dunkelheit (OT: Elvira, Mistress of the Dark)
- Vanity für Action Jackson (OT: Action Jackson)

## Schlechteste Schauspielerin 1990 bis 1999

### 1990
- Heather Locklear für Das Grüne Ding Aus Dem Sumpf (OT: Return Of The Swamp Thing)

Außerdem nominiert:
- Jane Fonda für Old Gringo (OT: The Old Gringo)
- Brigitte Nielsen für Bye Bye Baby (OT: Bye Bye Baby)
- Paulina Porizkova für Ninas Alibi (OT: Her Alibi)
- Ally Sheedy für Brennender Haß (OT: Heart Of Dixie)

### 1991
- Bo Derek für Mein Geist will immer nur das Eine … (Ghosts Can't Do It)

Außerdem nominiert:
- Melanie Griffith für Fegefeuer der Eitelkeiten (The Bonfire Of The Vanities)
- Bette Midler für Stella
- Molly Ringwald für Familienehre (Betsy's Wedding)
- Talia Shire für Rocky V

### 1992
- Sean Young für Der Kuß vor dem Tode (OT: A Kiss Before Dying) für ihre Rolle als überlebender Teil eines Zwillingspärchens. Sean Young bekam für diese Doppelrolle auch die Goldene Himbeere als schlechteste Nebendarstellerin

Außerdem nominiert:
- Kim Basinger für Die blonde Versuchung (OT: The Marrying Man, alternativer OT: Too Hot To Handle)
- Sally Field für Nicht ohne meine Tochter (OT: Not Without My Daughter)
- Madonna für In Bed with Madonna (OT: Madonna – Truth Or Dare)
- Demi Moore für Der Mann ihrer Träume (OT: The Butcher's Wife) und für Valkenvania – Die wunderbare Welt des Wahnsinns (OT: Nothing But Trouble)

### 1993
- Melanie Griffith für zwei Filme Wie ein Licht in dunkler Nacht (OT: Shining Through) und für Sanfte Augen lügen nicht, Alternativtitel Strangers (OT: A Stranger Among Us)

Außerdem nominiert:
- Kim Basinger für Cool World (OT: Cool World) und für Eiskalte Leidenschaft (OT: Final Analysis)
- Lorraine Bracco für Medicine Man – Die letzten Tage von Eden (OT: Medicine Man) und für Spuren von Rot (OT: Traces Of Red)
- Whitney Houston für Bodyguard (OT: The Bodyguard)
- Sean Young für Das gnadenlose Auge, (OT: Love Crimes)

### 1994
- Madonna für Body of Evidence (OT: Body Of Evidence)

Außerdem nominiert:
- Melanie Griffith für Born Yesterday – Blondinen küßt man nicht (OT: Born Yesterday)
- Janet Jackson für Poetic Justice (OT: Poetic Justice)
- Demi Moore für Ein unmoralisches Angebot (OT: Indecent Proposal)
- Sharon Stone für Sliver (OT: Sliver)

### 1995
- Sharon Stone für zwei Filme Begegnungen – Intersection (OT: Intersection) und für The Specialist (OT: The Specialist)

Außerdem nominiert:
- Kim Basinger für Getaway (OT: The Getaway)
- Joan Chen für Auf brennendem Eis (OT: On Deadly Ground)
- Jane March für Color of Night (OT: Color Of Night)
- Uma Thurman für Even Cowgirls Get the Blues, Alternativtitel Cowgirl Blues (OT: Even Cowgirls Get The Blues)

### 1996
- Elizabeth Berkley für Showgirls (OT: Showgirls)

Außerdem nominiert:
- Cindy Crawford für Fair Game (OT: Fair Game)
- Demi Moore für Der scharlachrote Buchstabe (OT: The Scarlet Letter)
- Julia Sweeney für Was ist Pat? (OT: It's Pat!)
- Sean Young für Dr. Jekyll und Ms. Hyde (OT: Dr. Jekyll & Ms. Hyde)

### 1997
- Demi Moore für Striptease (OT: Striptease) und für The Juror – Nicht schuldig (OT: The Juror)

Außerdem nominiert:
- Whoopi Goldberg für Bogus (OT: Bogus) und für Eddie (OT: Eddie) und für T-Rex (OT: Theodore Rex)
- Melanie Griffith für Two Much – Eine Blondine zuviel (OT: Two Much)
- Pamela Anderson für Barb Wire (OT: Barb Wire)
- Julia Roberts für Mary Reilly (OT: Mary Reilly)

### 1998
- Demi Moore für Die Akte Jane (OT: G.I. Jane)

Außerdem nominiert:
- Sandra Bullock für Speed 2 (OT: Speed 2: Cruise Control)
- Fran Drescher für Mein Liebling, der Tyrann (OT: The Beautician & The Beast)
- Lauren Holly für A Smile Like Yours – Kein Lächeln wie Deins (OT: A Smile Like Yours) und für Turbulence (OT: Turbulence)
- Alicia Silverstone für Ärger im Gepäck (OT: Excess Baggage)

### 1999
- Die Spice Girls (gemeinsam) für Spiceworld (OT: Spice World: The Movie)

Außerdem nominiert:
- Yasmine Bleeth für Die Sportskanonen (OT: BASE-ketball)
- Anne Heche für Psycho (OT: Psycho)
- Jessica Lange für Eisige Stille (OT: Hush)
- Uma Thurman für Mit Schirm, Charme und Melone (OT: The Avengers)

## Schlechteste Schauspielerin 2000 bis 2009

### 2000
- Heather Donahue für Blair Witch Project (OT: The Blair Witch Project)

Außerdem nominiert:
- Melanie Griffith für Verrückt in Alabama (OT: Crazy In Alabama)
- Milla Jovovich für Johanna von Orleans (1999) (OT: The Messenger – The Story Of Joan Of Arc)
- Sharon Stone für Gloria (OT: Gloria)
- Catherine Zeta-Jones für Verlockende Falle (OT: Entrapment) und für Das Geisterschloss (OT: The Haunting)

### 2001
- Madonna für Ein Freund zum Verlieben (OT: The Next Best Thing)

Außerdem nominiert:
- Kim Basinger für Die Prophezeiung (OT: Bless The Child) und für Ich träumte von Afrika (OT: I Dreamed Of Africa)
- Melanie Griffith für Cecil B. (OT: Cecil B. Demented)
- Bette Midler für Ist sie nicht großartig? (OT: Isn't She Great?)
- Demi Moore für Tiefe der Sehnsucht (OT: Passion Of Mind)

### 2002
- Mariah Carey für Glitter – Glanz eines Stars (OT: Glitter)

Außerdem nominiert:
- Penélope Cruz für Blow, Corellis Mandoline (OT: Captain Corelli’s Mandolin) und Vanilla Sky (OT: Vanilla Sky)
- Angelina Jolie für Lara Croft: Tomb Raider (OT: Lara Croft: Tomb Raider) und für Original Sin (OT: Original Sin)
- Jennifer Lopez für Angel Eyes (OT: Angel Eyes) und für Wedding Planner – Verliebt, verlobt, verplant (OT: The Wedding Planner)
- Charlize Theron für Sweet November (OT: Sweet November)

### 2003
Die Stimmauszählung ergab ein Unentschieden:
- Madonna für Stürmische Liebe – Swept Away (OT: Swept Away)
- Britney Spears für Not a Girl (OT: Crossroads)

Außerdem nominiert:
- Angelina Jolie für Leben oder so ähnlich (OT: Life, Or Something Like It)
- Jennifer Lopez für Genug – Jeder hat eine Grenze (OT: Enough) und für Manhattan Love Story (OT: Maid In Manhattan)
- Winona Ryder für Mr. Deeds (OT: Mr. Deeds)

### 2004
- Jennifer Lopez für Liebe mit Risiko – Gigli (OT: Gigli)

Außerdem nominiert:
- Drew Barrymore für 3 Engel für Charlie – Volle Power (OT: Charlie's Angels: Full Throttle) und für Der Appartement Schreck (OT: Duplex)
- Cameron Diaz für 3 Engel für Charlie – Volle Power (OT: Charlie's Angels: Full Throttle)
- Kelly Clarkson für Justin & Kelly: Beachparty der Liebe (OT: From Justin To Kelly)
- Angelina Jolie für Jenseits aller Grenzen (OT: Beyond Borders) und für Lara Croft: Tomb Raider – Die Wiege des Lebens (OT: Lara Croft Tomb Raider – The Cradle Of Life)

### 2005
- Halle Berry für Catwoman (OT: Catwoman)

Außerdem nominiert:
- Hilary Duff für Cinderella Story (OT: A Cinderella Story) und für Raise Your Voice – Lebe deinen Traum (OT: Raise Your Voice)
- Angelina Jolie für Alexander (OT: Alexander) und für Taking Lives – Für Dein Leben würde er töten (OT: Taking Lives)
- Mary-Kate Olsen und Ashley Olsen, besser bekannt als die Olsen-Zwillinge, für Ein verrückter Tag in New York (OT: New York Minute)
- Shawn Wayans und Marlon Wayans für White Chicks (OT: White Chicks)

### 2006
- Jenny McCarthy für Dirty Love (OT: Dirty Love)

Außerdem nominiert:
- Jessica Alba für Fantastic Four (OT: Fantastic Four) und Into the Blue (OT: Into the Blue)
- Hilary Duff für Im Dutzend billiger 2 – Zwei Väter drehen durch (OT: Cheaper by the Dozen 2) und The Perfect Man (OT: The Perfect Man)
- Jennifer Lopez für Das Schwiegermonster (OT: Monster in Law)
- Tara Reid für Alone in the Dark (OT: Alone in the Dark)

### 2007
- Sharon Stone für Basic Instinct – Neues Spiel für Catherine Tramell (OT: Basic Instinct 2)

Außerdem nominiert:
- Hilary Duff und Haylie Duff für Material Girls (OT: Material Girls)
- Lindsay Lohan für Zum Glück geküsst (OT: Just My Luck)
- Kristanna Loken für BloodRayne (OT: BloodRayne)
- Jessica Simpson für Employee of the Month (OT: Employee of the Month)

### 2008
- Lindsay Lohan für Ich weiß, wer mich getötet hat (OT: I Know Who Killed Me) für ihre Rolle als Aubrey Fleming
- Lindsay Lohan für Ich weiß, wer mich getötet hat (OT: I Know Who Killed Me) für ihre Rolle als Dakota Moss

Außerdem nominiert:
- Jessica Alba für Awake (OT: Awake) / Fantastic Four: Rise of the Silver Surfer (OT: Fantastic Four: Rise of the Silver Surfer) / Der Glücksbringer (OT: Good Luck Chuck)
- Logan Browning, Janel Parrish, Nathalia Ramos und Skyler Shaye in Bratz
- Elisha Cuthbert für Captivity (OT: Captivity)
- Diane Keaton für Von Frau zu Frau (OT: Because I Said So)

### 2009
Paris Hilton für The Hottie & the Nottie – Liebe auf den zweiten Blick (OT: The Hottie and the Nottie)
Außerdem nominiert:
- Jessica Alba für The Eye (OT: The Eye) und Der Love Guru (OT: Love Guru)
- Annette Bening, Eva Mendes, Debra Messing, Jada Pinkett Smith und Meg Ryan für The Women (OT: The Women)
- Cameron Diaz für Love Vegas (OT: What Happens in Vegas…)
- Kate Hudson für Ein Schatz zum Verlieben (OT: Fool’s Gold) und Männer sind Schweine (OT: My Best Friend’s Girl)

## Schlechteste Schauspielerin 2010 bis 2019

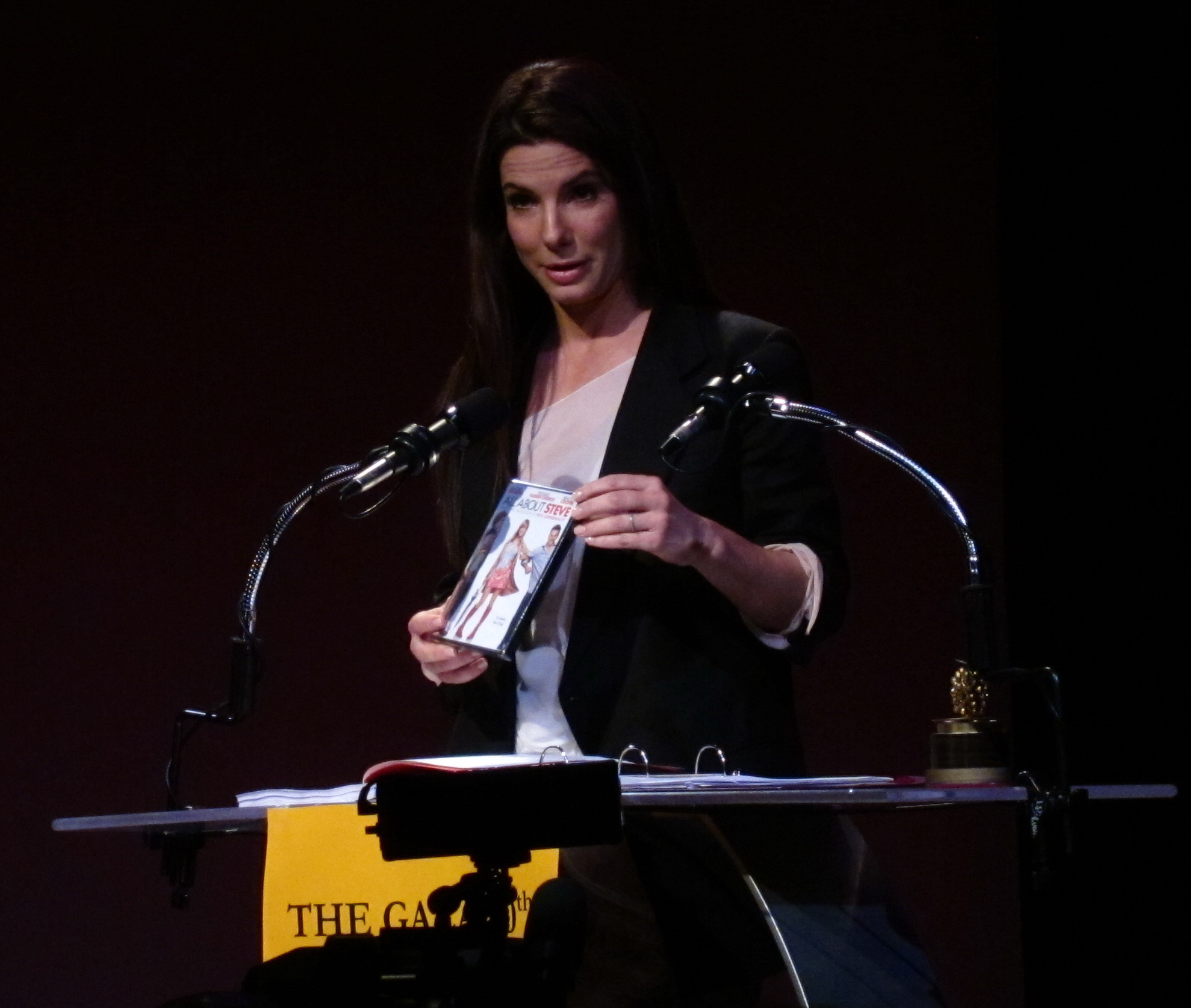
Sandra Bullock bei der Verleihung 2010

### 2010
Sandra Bullock in Verrückt nach Steve
Außerdem nominiert:
- Beyoncé Knowles in Obsessed
- Miley Cyrus in Hannah Montana – Der Film
- Megan Fox in Jennifer’s Body – Jungs nach ihrem Geschmack und in Transformers – Die Rache
- Sarah Jessica Parker in Haben Sie das von den Morgans gehört?

### 2011
- Sarah Jessica Parker, Kim Cattrall, Kristin Davis und Cynthia Nixon in Sex and the City 2

Außerdem nominiert:
- Jennifer Aniston in Der Kautions-Cop und in Umständlich verliebt
- Miley Cyrus in Mit Dir an meiner Seite
- Megan Fox in Jonah Hex
- Kristen Stewart in Eclipse – Bis(s) zum Abendrot

### 2012
- Adam Sandler (als Jill) in Jack und Jill

Außerdem nominiert:
- Kristen Stewart in Breaking Dawn – Biss zum Ende der Nacht, Teil 1
- Martin Lawrence (als Big Momma) in Big Mama’s Haus – Die doppelte Portion
- Sarah Jessica Parker in Der ganz normale Wahnsinn – Working Mum und in Happy New Year
- Sarah Palin (als sie selbst) in The Undefeated

### 2013
- Kristen Stewart in Snow White and the Huntsman und in Breaking Dawn – Biss zum Ende der Nacht, Teil 2

Außerdem nominiert:
- Barbra Streisand in Unterwegs mit Mum
- Katherine Heigl in Einmal ist keinmal
- Milla Jovovich in Resident Evil: Retribution
- Tyler Perry als „Madea“ in Madea’s Witness Protection

### 2014
- Tyler Perry (als „Madea“) in A Madea Christmas

Außerdem nominiert:
- Halle Berry in The Call – Leg nicht auf! und Movie 43
- Selena Gomez in Getaway
- Lindsay Lohan in The Canyons
- Naomi Watts in Diana und Movie 43

### 2015
- Cameron Diaz in Die Schadenfreundinnen und Sex Tape

Außerdem nominiert:
- Drew Barrymore in Urlaubsreif
- Melissa McCarthy in Tammy – Voll abgefahren
- Charlize Theron in A Million Ways to Die in the West
- Gaia Weiss in The Legend of Hercules

### 2016
- Dakota Johnson in Fifty Shades of Grey

Außerdem nominiert:
- Katherine Heigl in Home Sweet Hell
- Mila Kunis in Jupiter Ascending
- Jennifer Lopez in The Boy Next Door
- Gwyneth Paltrow in Mortdecai – Der Teilzeitgauner

### 2017
- Rebekah Turner in Hillary’s America: The Secret History of the Democratic Party

Außerdem nominiert:
- Megan Fox in Teenage Mutant Ninja Turtles: Out of the Shadows
- Tyler Perry (als „Madea“) in Boo! A Madea Halloween
- Julia Roberts in Mother’s Day – Liebe ist kein Kinderspiel
- Naomi Watts in Die Bestimmung – Allegiant und Shut In
- Shailene Woodley in Die Bestimmung – Allegiant

### 2018
- Tyler Perry (als „Madea“) in Boo 2! A Madea Halloween

Außerdem nominiert:
- Katherine Heigl in Unforgettable – Tödliche Liebe
- Dakota Johnson in Fifty Shades of Grey – Gefährliche Liebe
- Jennifer Lawrence in Mother!
- Emma Watson in The Circle

### 2019
- Melissa McCarthy in The Happytime Murders und How to Party with Mom

Außerdem nominiert:
- Jennifer Garner in Peppermint: Angel of Vengeance
- Amber Heard in London Fields
- Helen Mirren in Winchester – Das Haus der Verdammten
- Amanda Seyfried in The Clapper

## Schlechteste Schauspielerin seit 2020

### 2020
- Hilary Duff in The Haunting of Sharon Tate

Außerdem nominiert:
- Anne Hathaway in Glam Girls – Hinreißend verdorben & Im Netz der Versuchung
- Francesca Hayward in Cats
- Tyler Perry in A Madea Family Funeral
- Rebel Wilson in Glam Girls – Hinreißend verdorben

### 2021
- Kate Hudson in Music

Außerdem nominiert:
- Anne Hathaway in Das Letzte, was er wollte und Hexen hexen
- Katie Holmes in Brahms: The Boy II und The Secret – Traue dich zu träumen
- Lauren Lapkus in The Wrong Missy
- Anna-Maria Sieklucka in 365

### 2022
- Jeanna de Waal in Diana: Das Musical

Außerdem nominiert:
- Amy Adams in The Woman in the Window
- Megan Fox in Midnight in the Switchgrass
- Taryn Manning in Karen
- Ruby Rose in Vanquish

### 2023
- an die Goldene Himbeere selbst für den Vorgang, Ryan Kiera Armstrong als Schlechteste Schauspielerin zu nominieren

Außerdem nominiert:
- Ryan Kiera Armstrong in Firestarter (Diese Nominierung wurde nachträglich zurückgezogen.)
- Bryce Dallas Howard in Jurassic World: Ein neues Zeitalter
- Diane Keaton in Mack & Rita
- Kaya Scodelario in The King’s Daughter
- Alicia Silverstone in The Requin – Der Hai

### 2024
- Megan Fox in Johnny & Clyde

Außerdem nominiert:
- Ana de Armas in Ghosted
- Salma Hayek in Magic Mike: The Last Dance
- Jennifer Lopez in The Mother
- Helen Mirren in Shazam! Fury of the Gods

### 2025
- Dakota Johnson in Madame Web

Außerdem nominiert:
- Cate Blanchett in Borderlands
- Lady Gaga in Joker: Folie à Deux
- Bryce Dallas Howard in Argylle
- Jennifer Lopez in Atlas